# 新里町新川
新里町新川（にいさとちょうにっかわ）は、群馬県桐生市の町名である。郵便番号は376-0121。

## 概要
桐生市の西部、新里町の東部に位置する。旧新里村新川にあたり、桐生市第二十一区に属する。
東北部はみどり市大間々町桐原に、東部は大間々町大間々に、東南部はみどり市笠懸町鹿・笠懸町西鹿田に、南部は伊勢崎市香林町に、西南部は新里町野に、西部は新里町武井に、西北部は新里町鶴ケ谷に、北部は新里町奥沢にそれぞれ接する。
国道353号、群馬県道3号前橋大間々桐生線、群馬県道73号伊勢崎大間々線、群馬県道291号境木島大間々線、上毛電気鉄道上毛線が通じており、新川駅と東新川駅が設置されている。町内にはぐんま昆虫の森や、牡丹の名所で「牡丹寺」と呼ばれる龍真寺がある。

## 世帯数と人口
2022年（令和4年）1月31日現在の世帯数と人口は以下の通りである。
| 町丁       | 世帯数    | 人口    |
| ---------- | --------- | ------- |
| 新里町新川 | 3,225世帯 | 8,173人 |

## 小・中学校の学区
市立小・中学校に通う場合、学区は以下の通りとなる。
| 番地   | 小学校                                      | 中学校             |
| ------ | ------------------------------------------- | ------------------ |
| 一部   | 桐生市立新里北小学校 桐生市立新里中央小学校 | 桐生市立新里中学校 |
| その他 | 桐生市立新里東小学校                        | 桐生市立新里中学校 |

## 交通

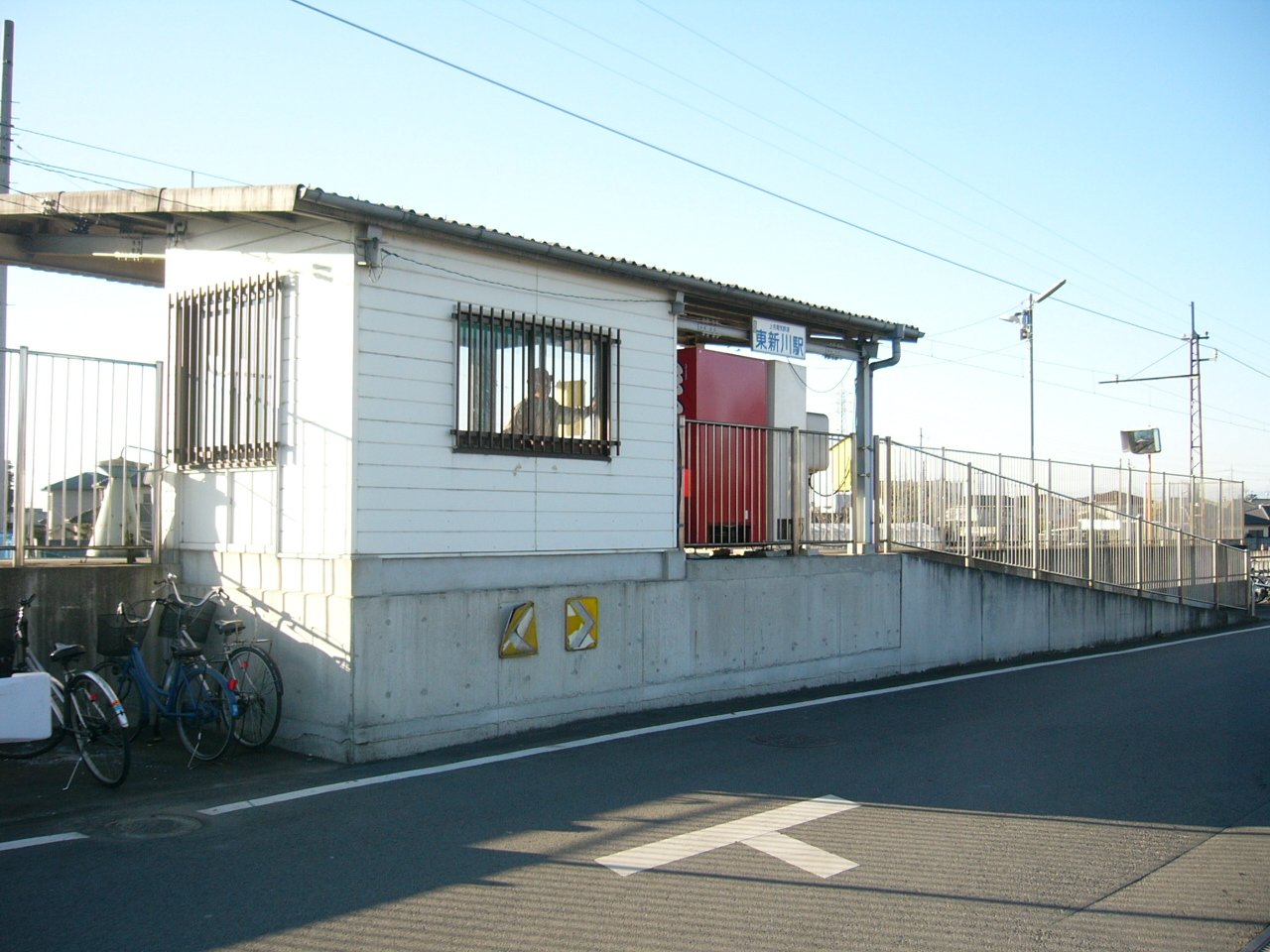
東新川駅

### 鉄道
- 上毛電気鉄道上毛線
  - 新川駅
  - 東新川駅

### 道路
- 群馬県道3号前橋大間々桐生線
- 群馬県道336号梨木香林線

## 施設
- 桐生市立新里東小学校
- 群馬銀行 新里支店
- 新里総合グラウンド

## 避難所
- 八幡原公園（洪水災害、土砂災害、地震、内水氾濫時の緊急避難場所）[10]
- 桐生市立新里東小学校（洪水災害、土砂災害、地震、大規模火災、内水氾濫時の緊急避難場所及び指定避難所）
- 東新川駅北公園 （洪水災害、土砂災害、地震、内水氾濫時の緊急避難場所）